# Io e zio Buck
Io e zio Buck (Uncle Buck) è un film statunitense del 1989 scritto e diretto da John Hughes.

## Trama
Bob e Cindy Russell si sono recentemente trasferiti da Indianapolis alla periferia di Chicago per motivi di lavoro, con i loro tre figli Tia di 15 anni, Miles di 8 anni e Maizy di 6 anni. A tarda notte ricevono una telefonata dalla zia di Cindy, che li informa che suo padre ha avuto un infarto. Decidono allora di partire immediatamente per raggiungerlo, mentre Tia, ancora irritata per essere stata costretta a trasferirsi, accusa Cindy di aver abbandonato suo padre. Bob propone di chiedere a suo fratello Buck di trasferirsi temporaneamente in casa loro per prendersi cura dei figli durante la loro assenza.
Buck, goffo e obeso, vive in un piccolo appartamento a Chicago, beve, fuma sigari, si guadagna da vivere scommettendo su corse di cavalli truccate e guida una fatiscente Mercury che scoppietta. Ha appena accettato a malincuore di lavorare nel negozio di pneumatici di Chanice, una donna che frequenta da otto anni, che vorrebbe ora sposarsi e fondare una famiglia. Cindy è contraria all’idea di lasciare i figli con Buck, ma nessun altro può occuparsi di loro ed è costretta ad accettare. Buck informa Chanice che non può iniziare a lavorare a causa della situazione, ma lei pensa che, come al solito, stia solo cercando delle scuse.
All'arrivo, Buck instaura rapidamente un bel rapporto con Miles e Maizy, mentre Tia si mostra particolarmente ostile. Nei giorni successivi Buck affronta una serie di situazioni in modo comico, tra cui portare i bambini al suo bowling preferito, fare enormi frittelle per il compleanno di Miles, cacciare un clown ubriaco dalla festa, rimproverare la preside che ritiene troppo severa sul comportamento di Maizy e mettere il bucato ad asciugare in forno, non riuscendo a usare l’asciugatrice. Quando Buck incontra Bug, il fidanzato di Tia, la avverte che è interessato a lei solo per sesso, me lei non gli crede. Alla fine Tia si vendica facendo credere a Chanice che Buck la stia tradendo con la loro vicina, Marcy. Il giorno successivo Chanice va a confrontarsi con Buck, che si trova casualmente con Marcy e, furibonda, lo lascia.
Il fine settimana successivo, preoccupato del fatto che Tia è fuggita per andare a una festa, Buck si mette a cercarla anziché partecipare a una corsa di cavalli che gli avrebbe fornito parecchi soldi tali da potersi sistemare per un anno. Affida Miles e Maizy a Chanice (la quale accetta solo per i bambini) e si intrufola alla festa. Pensando che Bug si stia approfittando di lei in una camera da letto, forza la porta ma sorprende Bug con un’altra ragazza. Buck trova poi Tia che piange vagando per le strade; la ragazza si scusa con lui riconoscendo che aveva ragione. Buck le rivela poi di aver legato Bug nel bagagliaio della sua auto. Lo libera e lo costringe, umiliandolo, a scusarsi con Tia. A casa poi, Tia aiuta Buck a riconciliarsi con Chanice, rivelandole la sua bugia e dicendole che Buck sarebbe un buon marito e padre. Buck accetta anche di iniziare a lavorare nel suo negozio.
Il padre di Cindy si riprende, così lei e Bob tornano da Indianapolis. Quando entrano in casa, Tia sorprende la madre con un abbraccio. Buck parte poi con Chanice per Chicago, dopo aver scambiato un affettuoso saluto con Tia.

## Serie televisive
Il film generò una serie televisiva, Mio zio Buck, trasmessa sulla CBS dal 1990 al 1991. Nel 2016 la ABC ha realizzato una nuova serie basata sul film.

## Edizione italiana
La versione italiana del film è stata curata dalla United International Pictures. Il doppiaggio italiano, invece, fu eseguito dallo Studio Riz con la collaborazione della C.D.C. e diretto da Roberto Rizzi, che ha curato anche l'adattamento dei dialoghi.

## Produzione
Le riprese del film si svolsero dal 4 gennaio 1989 al 10 marzo 1989 a nord di Chicago.
Tra i luoghi utilizzati per le riprese, la birreria al 495 North Milwaukee Avenue e l'appartamento di zio Buck al 3708 North Sheffield Avenue.
Altri luoghi di ripresa furono: la casa sbagliata al 2609 Lincoln Street di Evanston, la casa dei Russell al 2602 Lincoln Street di Evanston, la scuola di Tia al 7 Happ Road di Winnetka, il garage all'8801 Skokie Boulevard di Skokie, la scuola Romona al 600 Romona Road di Wilmette, il Palace Bowl al 5242 25th Street di Cicero, il luogo dove zio Buck va a prendere Tia al parco al Dam No. 1 Woods di Wheeling, la casa del party al 2224 Crabtree Lane di Northbrook, la banca al 791 Elm Street di Winnetka e il luogo dove zio Buck ferma l'auto rubata fra Elm Street e Chestnut Street di Winnetka.